# Абреу, Глауселиу
Глаусе́лиу Абре́у (порт.-браз. Glaucélio Abreu; род. 5 февраля 1978, Игарапе) — бразильский боксёр, представитель средней и первой средней весовых категорий. Выступал за сборную Бразилии по боксу на всём протяжении 2000-х годов, победитель Южноамериканских игр, бронзовый призёр Панамериканских игр, участник летних Олимпийских игр в Афинах.

## Биография
Глауселиу Абреу родился 5 февраля 1978 года в муниципалитете Игарапе штата Минас-Жерайс, Бразилия.
Первого серьёзного успеха на взрослом международном уровне добился в сезоне 2002 года, когда вошёл в основной состав бразильской национальной сборной и выступил на домашних Южноамериканских играх в Белене, откуда привёз награду золотого достоинства, выигранную в первой средней весовой категории.
На первой американской олимпийской квалификации в Тихуане сумел дойти только до четвертьфинала, проиграв американцу Андре Дирреллу, тогда как на второй квалификации в Рио-де-Жанейро дошёл до финала — в финальном поединке потерпел поражение от представителя Канады Жана Паскаля. Удостоился права защищать честь страны на летних Олимпийских играх 2004 года в Афинах — в первом же поединке категории до 75 кг со счётом 36:41 уступил алжирцу Набилю Касселю и сразу же выбыл из борьбы за медали.
После афинской Олимпиады Абреу остался в главной боксёрской команде Бразилии и продолжил принимать участие в крупнейших международных турнирах. Так, в 2005 году он боксировал на домашнем панамериканском чемпионате в Терезополисе, где на стадии четвертьфиналов был остановлен мексиканцем Марко Перибаном, в 2006 году отметился выступлением на Южноамериканских играх в Буэнос-Айресе, в 2007 году завоевал бронзовую медаль на Панамериканских играх в Рио-де-Жанейро, где на стадии полуфиналов был побеждён доминиканцем Аргенисом Нуньесом.
В 2008 году утратил лидерство в своей стране, уступив в конкурентной борьбе молодому и перспективному Ямагути Фалкану. В течение нескольких последующих лет пытался вернуться в основной состав сборной, но так и не смог этого сделать — завершил карьеру после неудачного выступления на чемпионате Бразилии 2013 года, куда заявился уже как боксёр полутяжёлого веса.